# Bruiloft te Kana

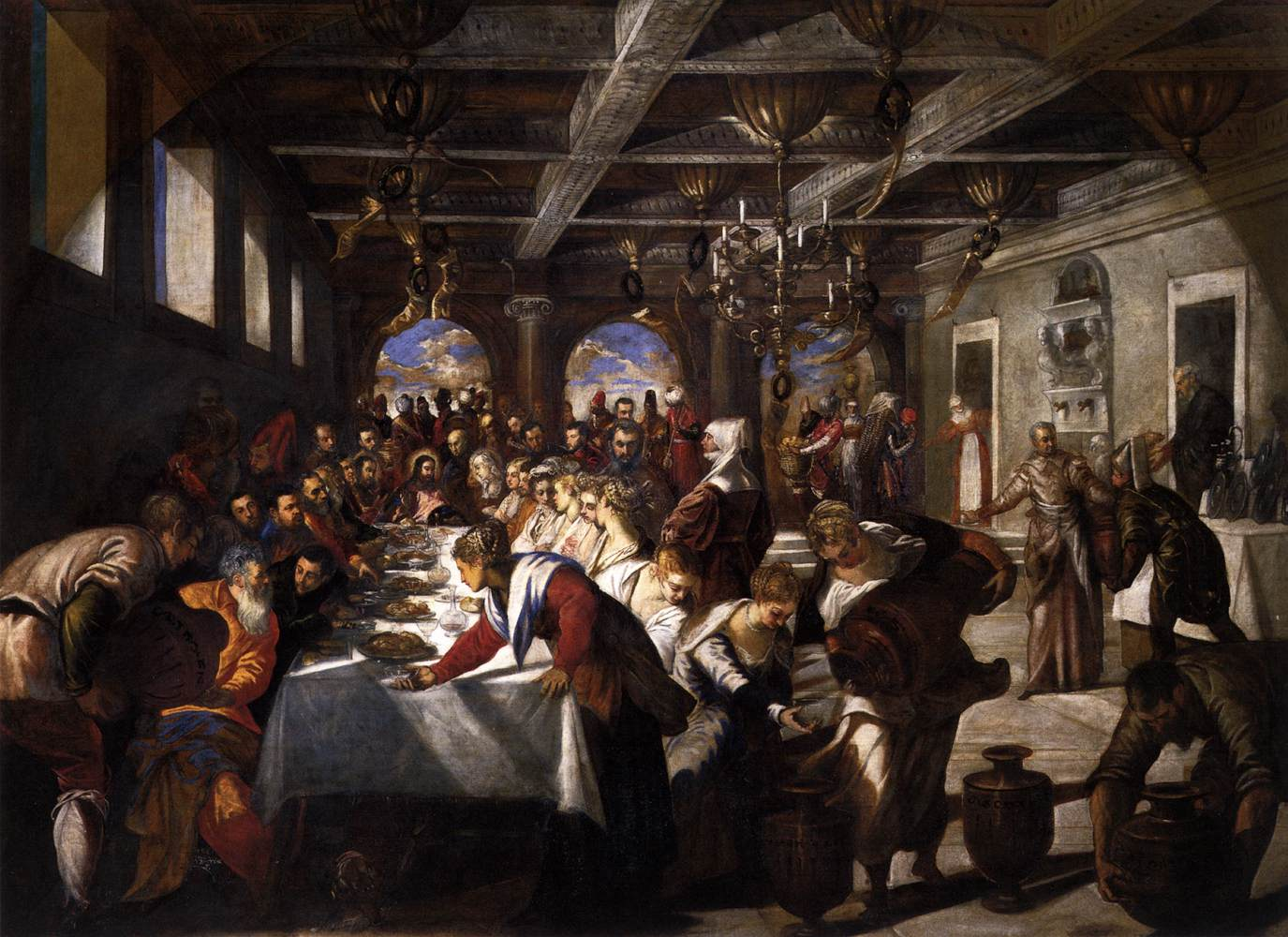
Tintoretto (1561)

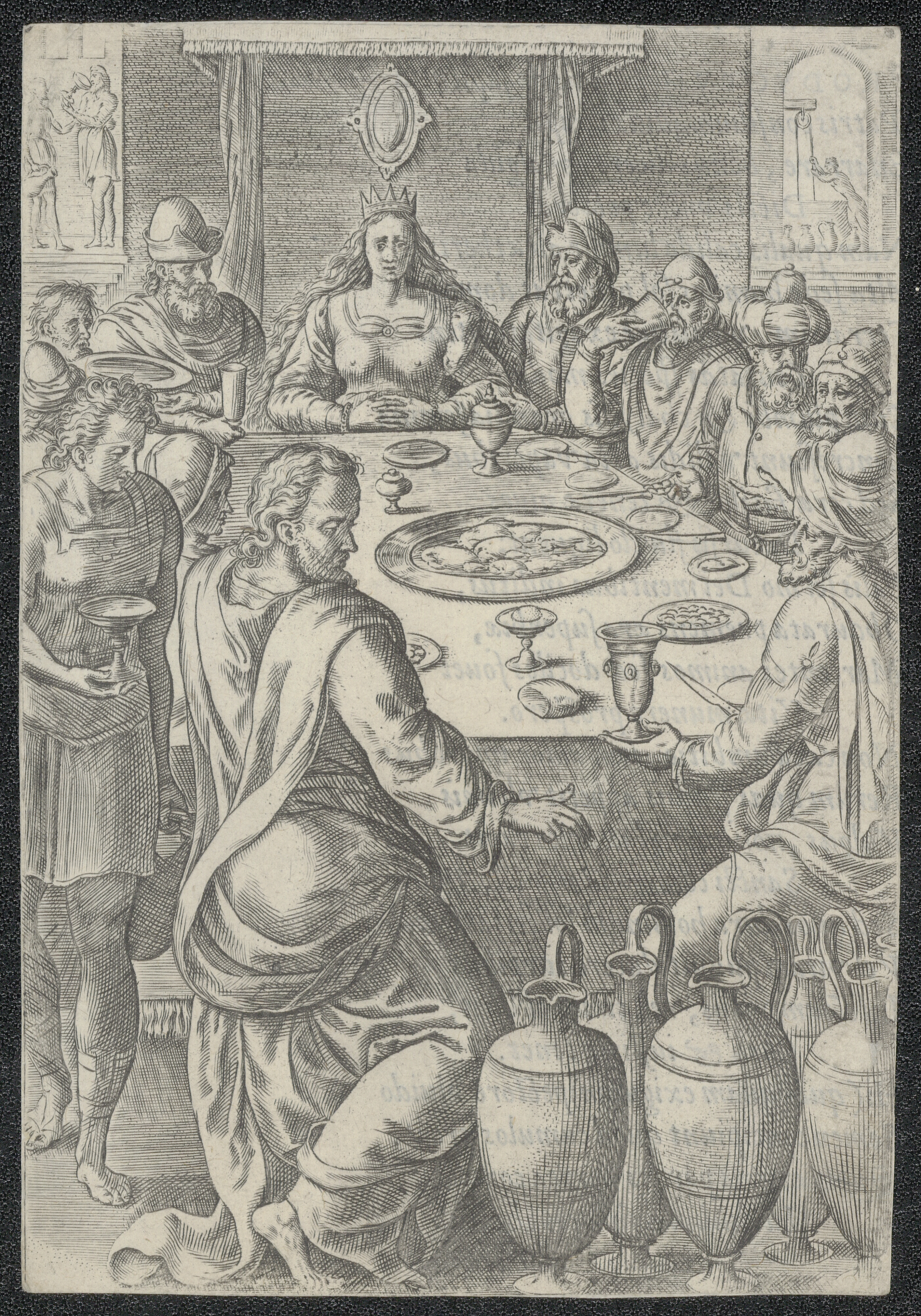
Prent over de Bruiloft te Kana. Gemaakt in de zestiende eeuw. Bewaard in de Universiteitsbibliotheek Gent.

Het verhaal van de Bruiloft te Kana wordt verteld in het evangelie volgens Johannes (Joh. 2:1-12) in het Nieuwe Testament.
Tijdens een bruiloft zei de moeder van Jezus : "Ze hebben geen wijn meer". Wat later zei Jezus tegen de bedienden : "Vul de vaten met water". Toen de ceremoniemeester het water dat wijn geworden was, proefde, wist hij niet waar die vandaan kwam.  Dit is een van de wonderen van Jezus.

## Interpretatie
De ceremoniemeester reageert hierop met de woorden : "Iedereen zet zijn gasten eerst de goede wijn voor en als ze dronken zijn de minder goede. Maar u (tegen de bruidegom) hebt de beste wijn tot nu bewaard". Dit verhaal is het eerste mirakel in de zeven tekens volgens Johannes voor de dood en herrijzenis van Christus. Het beste moet nog komen.

## Galerij

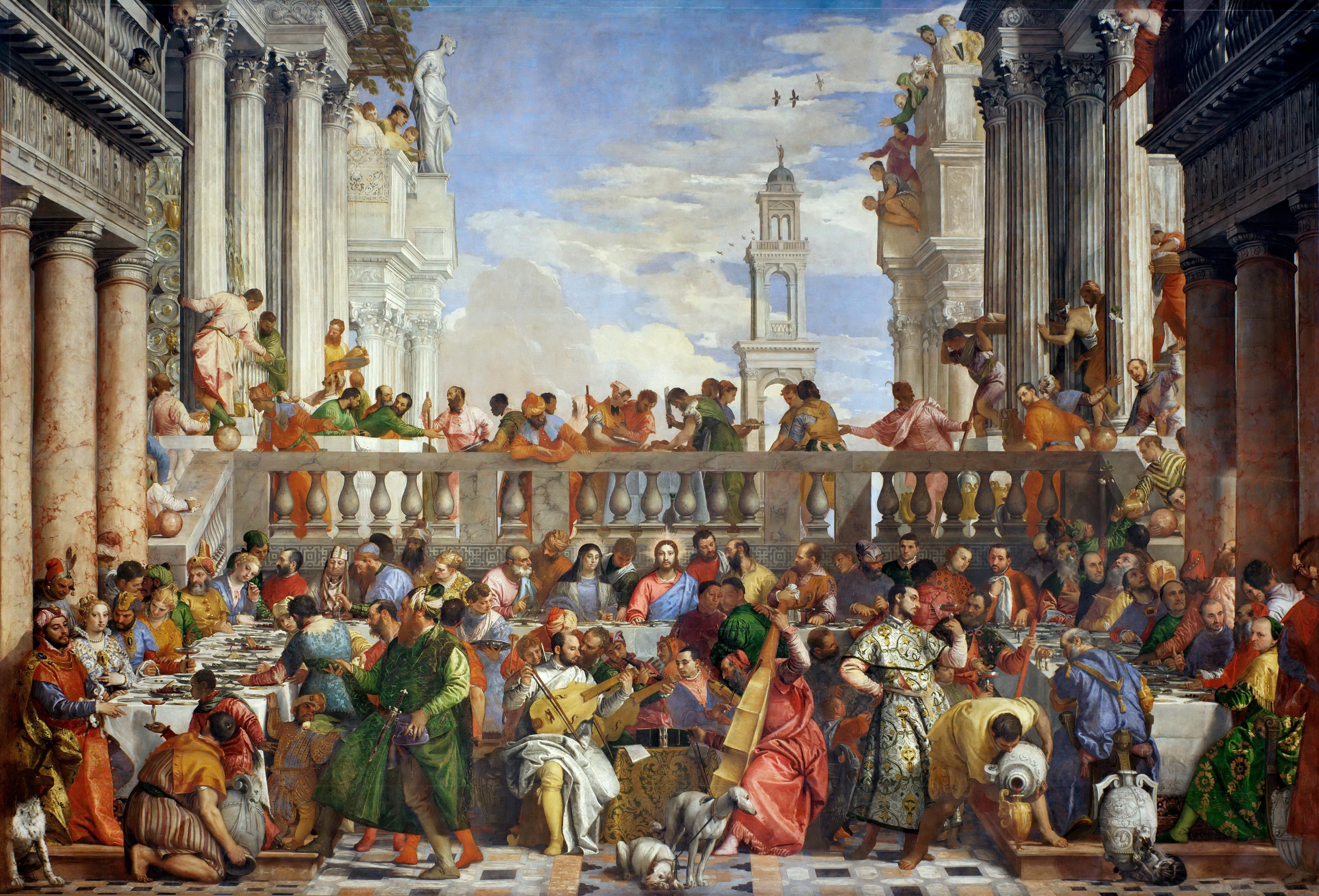
De bruiloft te Kana van Paolo Veronese
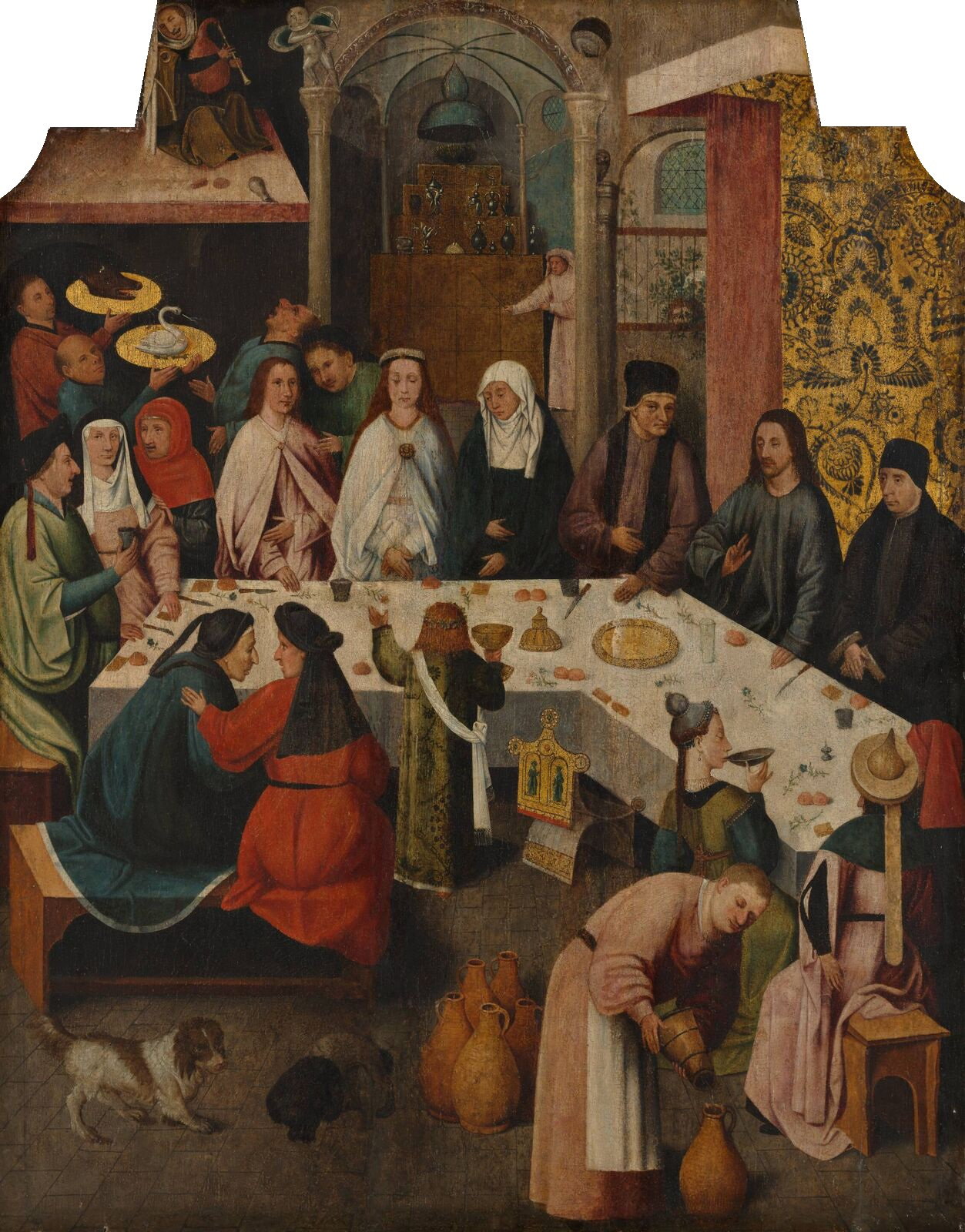
De Bruiloft van Kana (Rotterdam) van Jheronimus Bosch
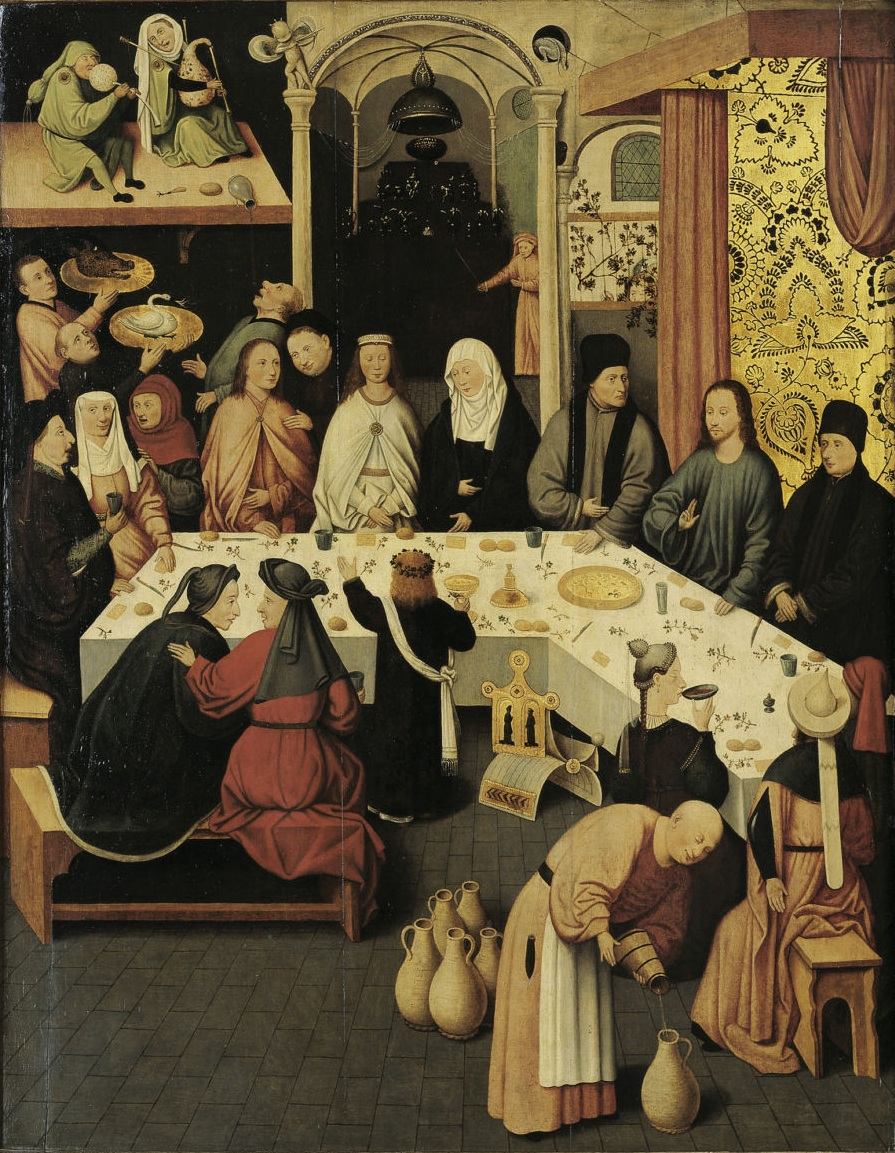
De Bruiloft van Kana ('s-Heerenberg) naar Jheronimus Bosch
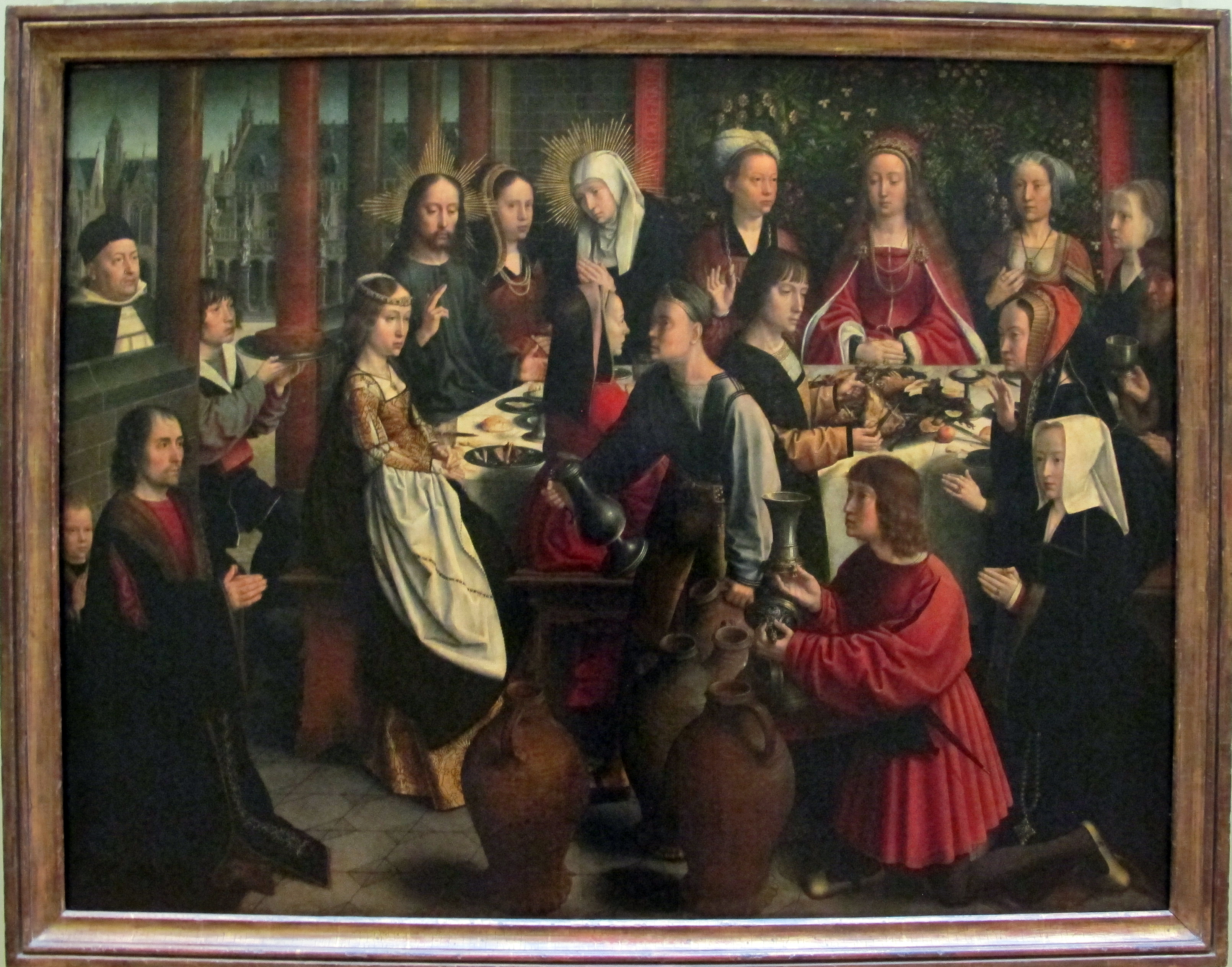
Gerard David#Bruiloft te Kana
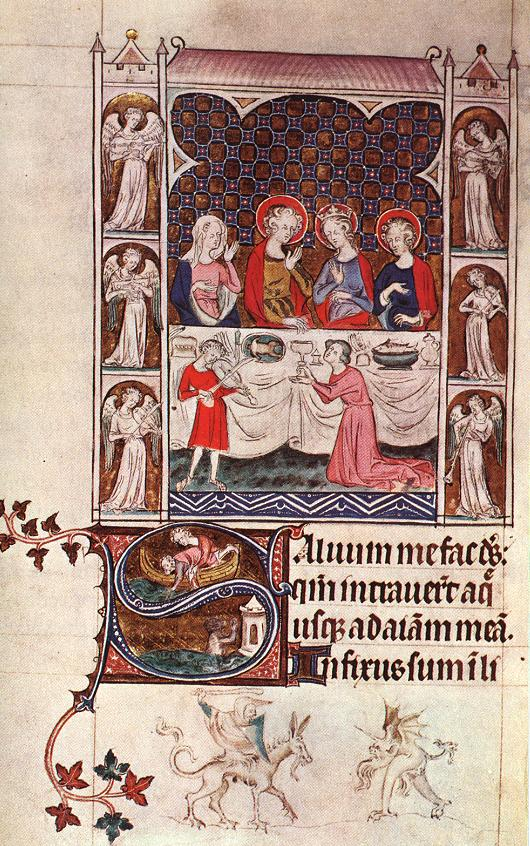
Très belles heures de Notre-Dame
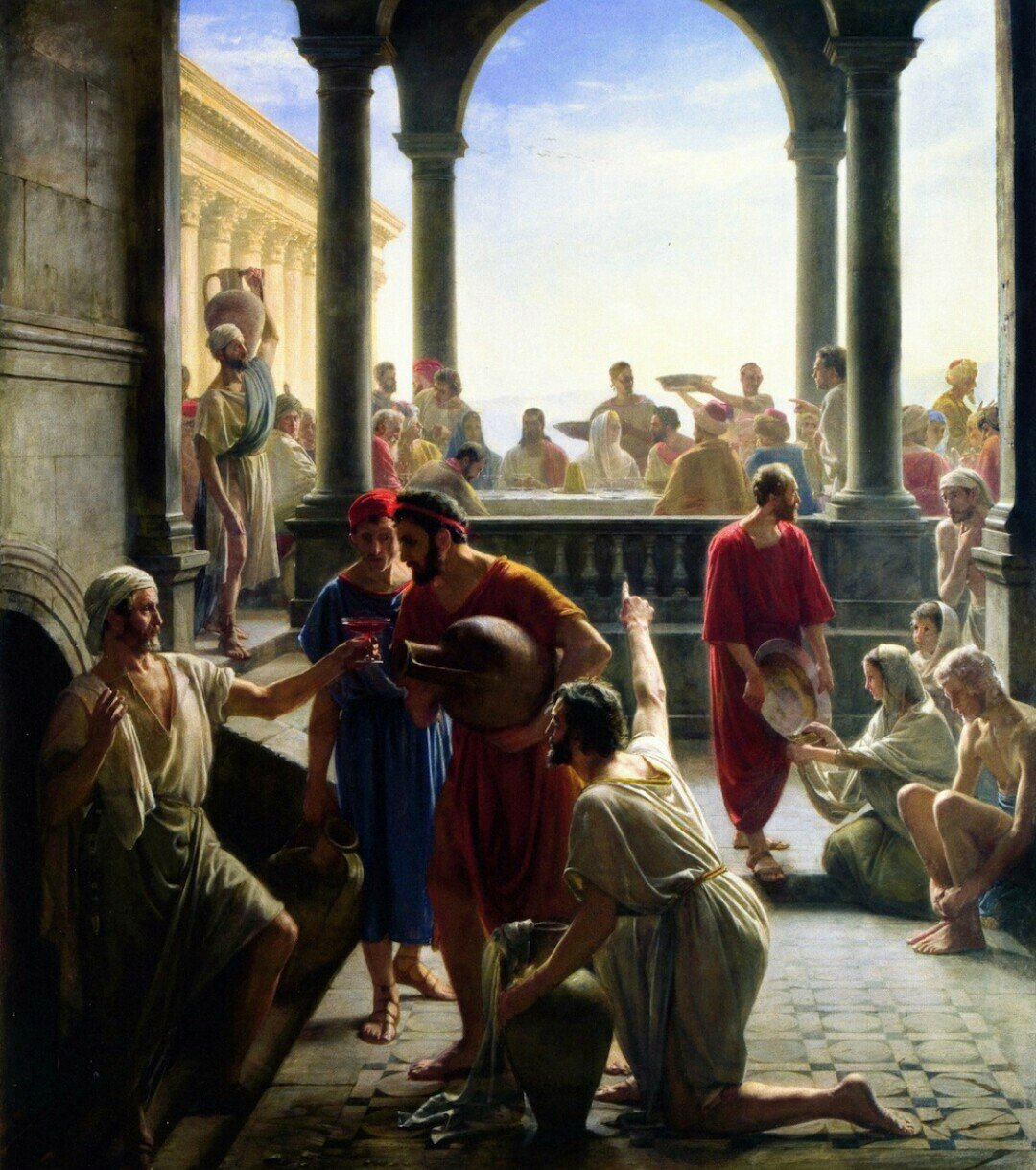
Carl Bloch